# オランウータン幼稚園
オランウータン幼稚園（オランウータンようちえん、Orangutan Island）は、アメリカ合衆国のアニマルプラネットチャンネルで放送されたドキュメンタリー番組である。ボルネオにある施設に保護されているオランウータンの生活を描く。
動物ドキュメンタリーにテレビドラマのような演出を加えて好評を得た『ミーアキャットの世界』に続く番組として制作され、2007年11月から放送された。『ミーアキャットの世界』と同様、この番組でも登場するオランウータンに「いじめっ子」「いたずら者」などと役柄が付けられ、ドラマ仕立ての演出がなされている。
日本では室井滋のナレーションにより2009年に放送された。